# آواز پوپک
آواز پوپک کتابی از جعفر ابراهیمی است که در سال ۱۳۷۲ منتشر و در مراسم کتاب سال جمهوری اسلامی ایران به‌عنوان کتاب برگزیده معرفی شد.